# Fa

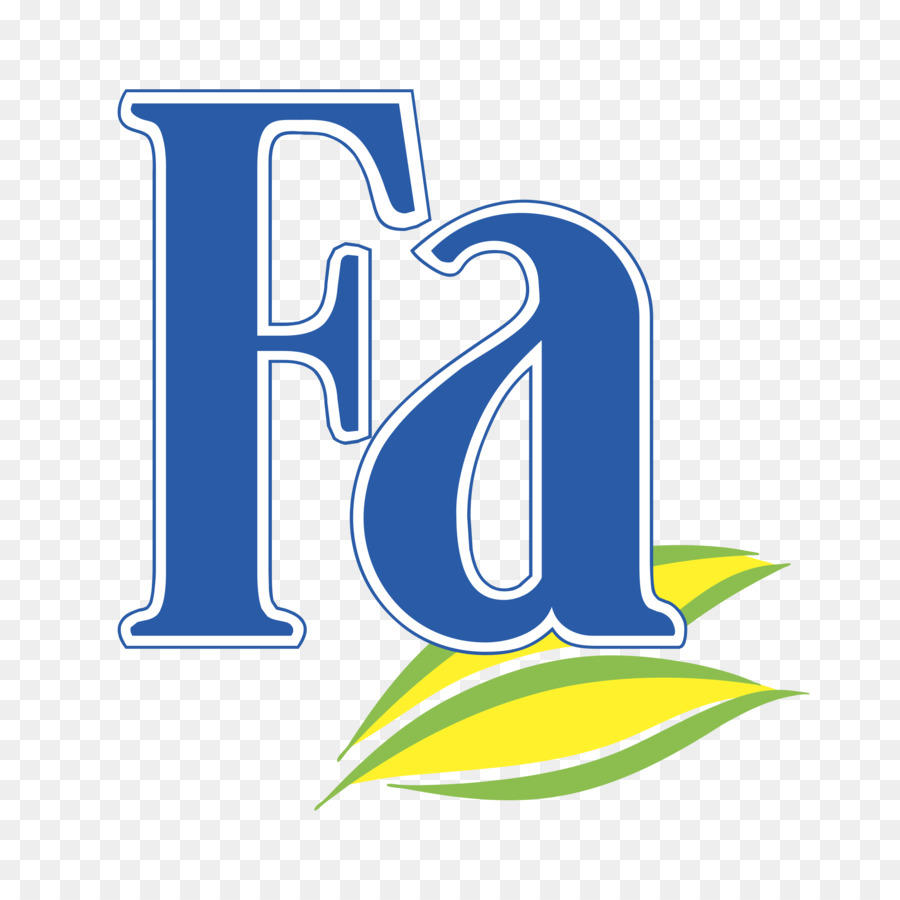
Логотип бренду до 2016 року

Fa —  міжнародний бренд засобів особистої гігієни та косметичної продукції, який існує з 1954 року і продається групою Henkel.

## Походженн назви
З нім. fabelhafte перекладається як «казковий» і нім. Fadenseife дослівно «ниткове мило».

## Історія
Історія бренду Fa починається в 1954 році з нового типу мила, яке відрізнялося від продукції конкурентів як формою, так і кольоровою гамою. Це був незвичайний жовто-зелений колір і пов’язував терміни «чистка та догляд». Компанія Dreiring KG з Крефельда, на той час дочірня компанія групи Henkel, назвала свій інноваційний продукт «тонке мило нового стилю» і створила назву продукту «казкове» мило, скорочено «Fa». Назва також означає техніку виробництва «ниткового мила». Сімейство продуктів бренду Fa було розширено; У 1972 році продукція бренду була доступна в дванадцяти країнах на двох континентах.
У 2008 році Федеральне відомство картелей наклало штраф на загальну суму 21,6 мільйони євро на групу Henkel.

## Продукція

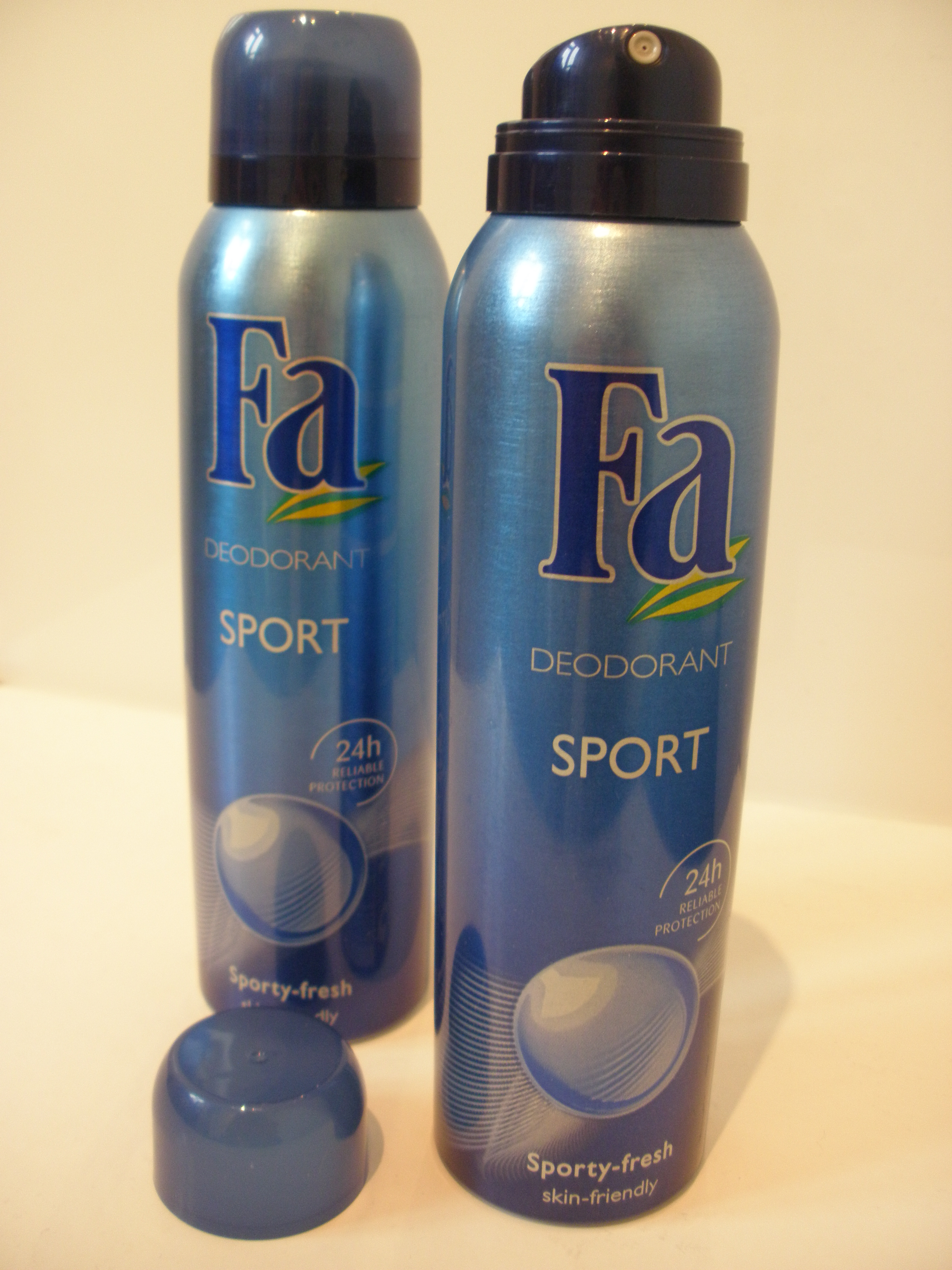
Дезодорант від Fa

Сімейство продуктів включає мило, гель для душу та дезодоранти. Fa є одним із лідерів європейського ринку. Продукція також продається під брендом Fa FeelFantastic на Близькому Сході, в Африці та Азії. Загалом Fa продається в 146 країнах. Оскільки Fa отримує новий вигляд кожні кілька років, бренд вважається яскравим прикладом для перезапуску продукту.

## Реклама
Продукти Fa широко рекламувалися в телевізійних рекламних роликах. Оскільки в них у 1970-х роках у Німеччині вперше були використані роздягнуті жінки, ця реклама привернула велику увагу, але також викликала критику з боку консервативних, церковних та феміністичних кіл. Перш за все, таким чином рекламувався мильний продукт у вигляді хвилі, який також використовувався як логотип бренду.